# Posenmühle

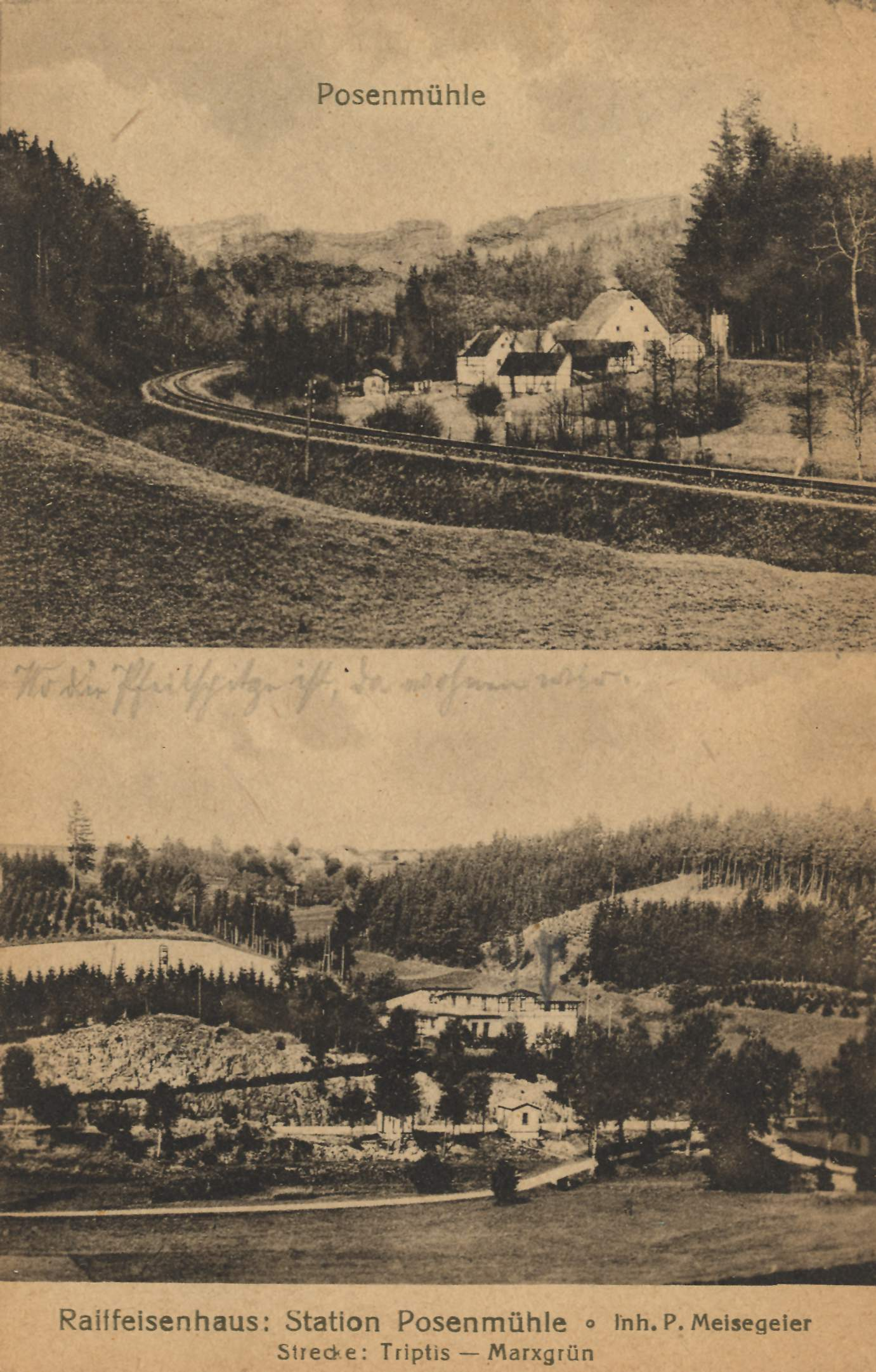
Zwei Ansichten der Posenmühle (um 1910)

Die Posenmühle war eine Mühle in Posen, dem späteren Ortsteil von Knau innerhalb der Stadt Neustadt an der Orla in Thüringen. Nach Stilllegung wurde die Mühle bis 1990 als Ferienheim der Deutschen Reichsbahn genutzt. Seitdem diente die Mühle als Landhaus und Pension, vorwiegend zur Unterbringung von Kindergruppen und Schulklassen.
Die Posenmühle verfügt auch über eine eigene Eisenbahnhaltestelle an der Bahnstrecke Triptis–Marxgrün und besaß auch eine eigene Landpoststelle.
Im Jahr 2018 eröffnete eine stationäre Wohneinrichtung für Kinder und Jugendliche im Gebäude.